# Bruma en el Riachuelo
Bruma en el Riachuelo es una película en blanco y negro de Argentina dirigida por Carlos Schlieper según su propio guion sobre la adaptación de E. L. Proffy del sainete Rositas de olor, de Carlos Arniches que se estrenó el 11 de mayo de 1942 y que tuvo como protagonistas a Olinda Bozán, Aída Luz, Ernesto Raquén y Pedro Maratea.

## Sinopsis
Una muchacha deja su hogar tras el hombre que la dejó con una hija y un joven que se enamora de ella la protege de aquel.

## Reparto
- Olinda Bozán
- Aída Luz
- Ernesto Raquén
- Pedro Maratea
- Héctor Quintanilla
- María Rosa Paz
- Alberto Terrones
- Carlos Fioriti
- María Goicochea
- Guillermina Costé
- Salvador Sinaí
- Dora Mónaco
- José Del Vecchio
- Sofía Pizarro
- Pura Díaz
- Celia Podestá
- Alberto Terrones
- Carlos Enríquez

## Comentarios
La crónica de El Heraldo del Cinematografista dijo que “ a pesar del título, dramo-prometedor, es una película cómica popular y asinetada, no se aparta de lo que el cine se llama “film cuyo único propósito es hacer reír” y Calki en El Mundo escribió: 

”Olinda Bozán traduce al porteño el argot madrileño de la protagonista, Doña Remedios, y tiene arrestos bravíos, al estilo de Marie Dressler en ‘’Ana, la del remolcador”… la adaptación casi no existe: confía como en el teatro, en las palabras, quidándole la misión a la imagen, para exponer y explicarlo todo.”